# حامد بهداد
حامد تفنگساز صابری بهداد (زادهٔ ۲۶ آبان ۱۳۵۲) بازیگر ایرانی است. او نخستین بار با فیلم آخر بازی (۱۳۷۹) به سینمای ایران معرفی شد و برای همین فیلم، کاندید سیمرغ بلورین بهترین بازیگر نقش اول مرد از جشنواره فیلم فجر شد. او برای بازی در فیلم جرم (۱۳۸۹) به کارگردانی مسعود کیمیایی سیمرغ بلورین بهترین بازیگر مکمل مرد را از بیست و نهمین جشنواره فیلم فجر دریافت کرد. از آخرین جوایز او می‌توان جایزه بهترین بازیگر مرد جشنواره بین‌المللی فیلم شانگهای در سال ۲۰۱۹ برای بازی در فیلم قصر شیرین را نام برد.
بهداد در طول فعالیت هنری‌اش از سوی بسیاری از کارگردانان سرشناس سینمای ایران همچون عباس کیارستمی، ناصر تقوایی، اصغر فرهادی، بهرام بیضایی، داریوش مهرجویی، مسعود کیمیایی، بهمن فرمان‌آرا، پرویز شهبازی و بهمن قبادی دعوت به همکاری شده است. و همچنین بهداد برای بازی در بسیاری از فیلم‌هایش از جشن‌ها و جشنواره‌های متعددی نامزد دریافت جایزه بازیگری شده است.

## زندگی
حامد تفنگساز صابری بهداد ۲۶ آبان ۱۳۵۲ در شهر مشهد به دنیا آمد. او فرزند اول خانواده است و یک برادر کوچک‌تر از خودش به نام حسام دارد. حامد بهداد دوران کودکی خود را در تهران گذرانده و بزرگ شدهٔ خیابان جیحون در تهران است، پس از آغاز جنگ به همراه خانواده به نیشابور مهاجرت کردند و او تحصیلات مقطع راهنمایی را در آنجا گذراند و پس از آن دوران دبیرستان را به همراه خانواده در مشهد سپری کرد. وی بعد از قبولی در دانشگاه برای ادامه تحصیل و زندگی به تهران رفت. وی دارای تحصیلات لیسانس بازیگری تئاتر از دانشگاه آزاد اسلامی تهران است.
ورزش مورد علاقه بهداد بوکس است و او به گفته مربیان تیم ملی بوکس در این رشته ورزشی بسیار با استعداد است، بهداد در دوران نوجوانی ورزش بوکس را به‌صورت حرفه‌ای انجام داده و یکی دو بار هم در مقطع نوجوانان در استان خراسان مقام آورده است.

## زندگی حرفه‌ای
بهداد برای نخستین بار به واسطه رامبد جوان و پیشنهاد او به همایون اسعدیان و با بازی در فیلم آخر بازی به سینمای ایران معرفی شد و با همان فیلم، نامزد سیمرغ بلورین بهترین بازیگر نقش اول مرد از جشنواره فیلم فجر شد. او در فیلم روز سوم (محمدحسین لطیفی، ۱۳۸۵) در نقش یک افسر عراقی که در بحبوحه محاصره خرمشهر عاشق دختری خرمشهری می‌شود ظاهر شد و برای دومین بار پس از آخر بازی کاندیدای سیمرغ بلورین از دوره بیست و پنجمین دوره جشنواره فیلم فجر شد.
بازی بهداد در فیلم کسی از گربه‌های ایرانی خبر نداره به کارگردانی بهمن قبادی، موجب راه‌یابی او به جشنواره بین‌المللی فیلم کن شد. او در سال ۱۳۸۹ با نقش‌آفرینی در فیلم جرم به کارگردانی مسعود کیمیایی، سیمرغ بلورین بهترین بازیگر نقش مکمل مرد جشنواره فیلم فجر را از بیست و نهمین دوره جشنواره فیلم فجر دریافت کرد. او در دوران کنش هنری خود، امکان همکاری با بسیاری از کارگردانان بنام سینمای ایران از جمله ناصر تقوایی، مسعود کیمیایی، داریوش مهرجویی و… را داشته است که فیلمش با ناصر تقوایی به سرانجام نرسید. او همچنین از شاگردان حمید سمندریان بوده است. وی به عنوان خواننده میهمان با گروه موسیقی دارکوب به سرپرستی همایون نصیری همکاری می‌کند و در چند آلبوم موسیقی و کنسرت موسیقی این گروه حضور داشته است.

## فیلم‌شناسی

### سینمایی
| سال  | نام فیلم                        | نقش                    | کارگردان                                                      | اکران                       | توضیحات                                                                                     |
| ---- | ------------------------------- | ---------------------- | ------------------------------------------------------------- | --------------------------- | ------------------------------------------------------------------------------------------- |
| ۱۴۰۳ | شوهر ستاره                      |                        | ابراهیم ایرج‌زاد                                               |                             |                                                                                             |
| ۱۴۰۲ | مفت‌بر                           | هومن،کامران            | عادل تبریزی                                                   | ۱۵ شهریور ۱۴۰۳              |                                                                                             |
| ۱۴۰۲ | عینک قرمز                       | محمود                  | حسین مهکام                                                    | ۸ اسفند ۱۴۰۳                |                                                                                             |
| ۱۴۰۰ | پیر پسر                         | علی                    | اکتای براهنی                                                  |                             |                                                                                             |
| ۱۳۹۹ | گیج گاه                         | حسن خشنود              | عادل تبریزی                                                   |                             |                                                                                             |
| ۱۳۹۷ | قصر شیرین                       | جلال                   | رضا میرکریمی                                                  | مرداد ۱۳۹۸                  |                                                                                             |
| ۱۳۹۷ | جان دار                         | نعیم                   | پدرام پورامیری، حسین امیری دوماری                             | آذر ۱۳۹۸                    | حضور در بخش نگاه‌نو جشنواره فیلم فجر                                                         |
| ۱۳۹۶ | مارموز                          | قدرت‌الله صمدی          | کمال تبریزی                                                   | آذر ۱۳۹۷                    | حضور در جشنواره بین‌المللی فیلم فجر                                                          |
| ۱۳۹۵ | سد معبر                         | قاسم                   | محسن قرایی                                                    | -                           |                                                                                             |
| ۱۳۹۴ | نیمه‌شب اتفاق افتاد              | حسین                   | تینا پاکروان                                                  | آبان ۱۳۹۵                   |                                                                                             |
| ۱۳۹۴ | هفت‌ماهگی                        | مهرداد                 | هاتف علیمردانی                                                | دی ۱۳۹۵                     | حضور در جشنواره فجر                                                                         |
| ۱۳۹۴ | هیهات                           | حضور در اپیزود اول     | هادی مقدم دوست، روح‌الله حجازی، دانش اقباشاوی، محمدهادی نائیجی | -                           |                                                                                             |
| ۱۳۹۳ | خانه دختر                       | منصور                  | شهرام شاه‌حسینی                                                | -                           | این فیلم برای مدتی در ایران توقیف بود سپس با انجام اصلاحات (سانسور) اکران شد                |
| ۱۳۹۳ | چهارشنبه خون به پا می‌شود        | سید مرتضی              | حماسه پارسا                                                   | ۲۰ آبان ۱۳۹۴                |                                                                                             |
| ۱۳۹۲ | آرایش غلیظ                      | مسعود                  | حمید نعمت‌الله                                                 | -                           |                                                                                             |
| ۱۳۹۲ | زندگی جای دیگری است             | داوود                  | منوچهر هادی                                                   | فروردین ۱۳۹۳                | حضور در جشنواره فجر                                                                         |
| ۱۳۹۱ | چه خوبه که برگشتی               | دکتر فرزاد متین        | داریوش مهرجویی                                                | خرداد ۱۳۹۲                  | حضور در جشنواره فجر                                                                         |
| ۱۳۹۱ | فرزند چهارم                     | ابراهیم                | وحید موسائیان                                                 | مرداد ۱۳۹۲                  | حضور در جشنواره فجر فیلمبرداری این فیلم در کنیا و سومالی صورت گرفته                         |
| ۱۳۹۰ | بی‌تابی بیتا                     | امیر                   | مهرداد فرید                                                   | خرداد ۱۳۹۲                  | اجرای آهنگ «مرا چشمیست خون افشان» / حضور در جشنواره فجر                                     |
| ۱۳۹۰ | پله آخر                         | حضور افتخاری           | علی مصفا                                                      | بهمن ۱۳۹۱                   | حضور کوتاه در نقش یک بازیگر                                                                 |
| ۱۳۹۰ | نارنجی‌پوش                       | حامد آبان              | داریوش مهرجویی                                                | فروردین ۱۳۹۱                | حضور در جشنواره فجر                                                                         |
| ۱۳۸۹ | انتهای خیابان هشتم              | موسی                   | علیرضا امینی                                                  | نوروز ۱۳۹۱                  |                                                                                             |
| ۱۳۸۹ | جرم                             | ناصر                   | مسعود کیمیایی                                                 | خرداد ۱۳۹۰                  |                                                                                             |
| ۱۳۸۹ | سعادت‌آباد                       | محسن تنباکویی          | مازیار میری                                                   | شهریور ۱۳۹۰                 |                                                                                             |
| ۱۳۸۹ | پرتقال خونی                     | سیاوش خدابنده          | سیروس الوند                                                   | آبان ۱۳۹۰                   | حضور در بخش نوعی نگاه جشنواره فجر                                                           |
| ۱۳۸۹ | قبرستان غیرانتفاعی              | کاپیتان (حضور افتخاری) | محسن دامادی                                                   | بهمن ۱۳۹۰                   |                                                                                             |
| ۱۳۸۸ | هفت دقیقه تا پاییز              | فرهاد                  | علیرضا امینی                                                  | خرداد ۱۳۸۹                  |                                                                                             |
| ۱۳۸۸ | لطفاً مزاحم نشوید                | تعمیر کار              | محسن عبدالوهاب                                                | مهر ۱۳۸۹                    | حضور در جشنواره فیلم فجر                                                                    |
| ۱۳۸۸ | آدم‌کش                           | حمید زاهدی             | رضا کریمی                                                     | ۱ دی ۱۳۸۹                   |                                                                                             |
| ۱۳۸۷ | بیداری                          | محمد                   | فرزاد مؤتمن                                                   | -                           | حضور در جشنوراه فجر                                                                         |
| ۱۳۸۷ | کیمیا و خاک                     | حاج محسن               | عباس رافعی                                                    | ۱۳۹۱                        |                                                                                             |
| ۱۳۸۷ | کسی از گربه‌های ایرانی خبر نداره | نادر                   | بهمن قبادی                                                    | توقیف شده                   | این فیلم به صورت غیرقانونی (زیرزمینی) در ایران تولید شد                                     |
| ۱۳۸۷ | موج سوم                         | بابک (حضور افتخاری)    | آرش سجادی حسینی                                               | خرداد ۱۳۸۹                  |                                                                                             |
| ۱۳۸۷ | مردی که گیلاس‌هایش را خورد       | حضور افتخاری           | پیمان حقانی                                                   | -                           | این فیلم پس از حضور در چند جشنواره خارجی سرانجام در ۱۵ مرداد ۱۳۹۱ وارد شبکه نمایش خانگی شد. |
| ۱۳۸۷ | محاکمه در خیابان                | حبیب                   | مسعود کیمیایی                                                 | آبان ۱۳۸۸                   | نقش کوتاه                                                                                   |
| ۱۳۸۷ | زندگی با چشمان بسته             | علی فخار               | رسول صدرعاملی\| \| شهریور ۱۳۹۰                                | این فیلم در اکران سانسور شد |                                                                                             |
| ۱۳۸۷ | دل خون                          | عماد                   | محمدرضا رحمانی                                                | مرداد ۱۳۸۸                  |                                                                                             |
| ۱۳۸۷ | شبانه‌روز                        | سیاوش کسرایی           | کیوان علی‌محمدی، امید بنکدار                                   | مرداد ۱۳۹۰                  |                                                                                             |
| ۱۳۸۶ | هر شب تنهایی                    | حمید رحمانی            | رسول صدرعاملی                                                 | دی ۱۳۸۸                     |                                                                                             |
| ۱۳۸۶ | مجنون لیلی                      | هدایت                  | قاسم جعفری                                                    | فروردین ۱۳۸۷                | اجرای آهنگ «دارم می‌سوزم»                                                                    |
| ۱۳۸۶ | تسویه‌حساب                       | حمید                   | تهمینه میلانی                                                 | اسفند ۱۳۸۸                  | نقش کوتاه                                                                                   |
| ۱۳۸۶ | دایره زنگی                      | راننده پژو ۲۰۶         | پریسا بخت‌آور                                                  | اسفند ۱۳۸۶                  | نقش کوتاه                                                                                   |
| ۱۳۸۵ | حس پنهان                        | بهرام طلوعی            | مصطفی رزاق‌کریمی                                               | تیر ۱۳۸۷                    |                                                                                             |
| ۱۳۸۵ | آدم                             | صحت محبت               | عبدالرضا کاهانی                                               | -                           | حضور در جشنواره فجر                                                                         |
| ۱۳۸۵ | روز سوم                         | فؤاد                   | محمدحسین لطیفی                                                | خرداد ۱۳۸۶                  |                                                                                             |
| ۱۳۸۴ | باغ فردوس، پنج بعدازظهر         | بهرام                  | سیامک شایقی                                                   | شهریور ۱۳۸۵                 | نقش کوتاه                                                                                   |
| ۱۳۸۴ | رقص با ماه                      | هاشم                   | عبدالرضا کاهانی                                               | -                           | این فیلم در تدوین نیمه کاره ماند                                                            |
| ۱۳۸۳ | کافه ستاره                      | خسرو                   | سامان مقدم                                                    | مرداد ۱۳۸۵                  |                                                                                             |
| ۱۳۸۲ | این زن حرف نمی‌زند               | سروش                   | احمد امینی                                                    | -                           |                                                                                             |
| ۱۳۸۱ | بوتیک                           | مهرداد                 | حمید نعمت‌الله                                                 | اسفند ۱۳۸۲                  |                                                                                             |
| ۱۳۸۱ | چای تلخ                         | -                      | ناصر تقوایی                                                   | -                           | تولید این فیلم نیمه کاره ماند                                                               |
| ۱۳۷۹ | آخر بازی                        | پویا صادقی             | همایون اسعدیان                                                | -                           | اولین حضور حرفه‌ای                                                                           |

### تله فیلم
| سال  | نام فیلم                      | نقش          | کارگردان        | توضیحات                                            |
| ---- | ----------------------------- | ------------ | --------------- | -------------------------------------------------- |
| ۱۳۹۲ | چرک‌نویس                       | حمید فراهانی | علی جناب        | به‌صورت دی‌وی‌دی شهریور ۱۳۹۳ وارد شبکه نمایش خانگی شد |
| ۱۳۹۰ | به فاصله یک نفس               | سیاوش        | امیراحمد انصاری | مهر ۱۳۹۱ در شبکه نمایش خانگی توزیع شد              |
| ۱۳۸۵ | تله روباه                     |              | علیرضا اسحاقی   | نمایش خانگی'                                       |
| ۱۳۸۴ | عروس کوهستان                  | پسر کُرد      | یوسف سیدمهدوی   | شبکه یک                                            |
| ۱۳۸۴ | پیشنهاد بی‌شرمانه به نقاش مرده | کاوه فرزاد   | محسن اورنگ      | پخش در شبکه نمایش خانگی                            |
| ۱۳۸۲ | خواهرخوانده                   | سعید         | بهروز حسین‌زاده  | نمایش خانگی                                        |
| ۱۳۸۲ | شب عقرب                       | سعید         | مسعود آب پرور   | صدا و سیما                                         |
| ۱۳۸۱ | صبح روزی که متولد شدم         | سعید         | محمدرضا آهنج    | شبکه تهران                                         |

### مجموعه تلویزیونی
| سال  | نام مجموعه         | نقش                | کارگردان       | توضیحات                        |
| ---- | ------------------ | ------------------ | -------------- | ------------------------------ |
| ۱۴۰۲ | قهوهٔ ترک           | دانیال آذین (شهاب) | علیرضا امینی   | نمایش خانگی                    |
| ۱۴۰۱ | سرگیجه             | پیمان              | بهرنگ توفیقی   | نمایش خانگی                    |
| ۱۳۹۹ | می‌خواهم زنده بمانم | امیر شایگان        | شهرام شاه‌حسینی | نمایش خانگی                    |
| ۱۳۹۸ | دل                 | آرش سپنتا          | منوچهر هادی    | نمایش خانگی                    |
| ۱۳۹۷ | امین               |                    | سعید سلطانی    | شبکه آیو                       |
| ۱۳۹۴ | دندون طلا          | بلبل/آتش           | داوود میرباقری | نمایش خانگی                    |
| ۱۳۹۴ | کلاه قرمزی ۹۴      | بازیگر مهمان       | ایرج طهماسب    | شبکه دو                        |
| ۱۳۹۴ | کیمیا              | محمد جهان‌آرا       | جواد افشار     | شبکه دو                        |
| ۱۳۹۴ | آسمان من           | محسن               | محمدرضا آهنج   | شبکه سه و شبکه افق             |
| ۱۳۹۰ | سقوط آزاد          | سرگرد امیر صابری   | علیرضا امینی   | شبکه یک                        |
| ۱۳۸۷ | آخرین دعوت         | عماد خلیلی         | حسین سهیلی‌زاده | شبکه دو                        |
| ۱۳۸۶ | یک مشت پر عقاب     | امیرحسین دانشور    | اصغر هاشمی     | شبکه دو                        |
| ۱۳۸۳ | سایه آفتاب         | رضا                | محمدرضا آهنج   | شبکه سه                        |
| ۱۳۸۱ | جستجو در شهر       | مجرم               | حسن هدایت      | شبکه تهران                     |
| ۱۳۷۹ | همسفر              | سیامک              | قاسم جعفری     | اپیزود: فردا دیر است / شبکه سه |

### فیلم‌های کوتاه
- ۱۳۸۳: زنده یاد - مریم فخیمی
- ۱۳۸۵: می‌ترسم پس دروغ می‌گویم - (تهمینه میلانی) - به سفارش یونیسف
- ۱۳۸۶: رؤیای زمین - مریم فخیمی
- ۱۳۸۷: دو راه حل برای یک مسئله - (قاسم جعفری) - به سفارش یونیسف
- ۱۳۹۲: کاناپه - اکتای براهنی

### مستندها و گویندگی‌ها
- چند بار به شب دلباخته‌ای؟ - (کارگردان:امید بنکدار و کیوان علی محمدی - متن:سعید عقیقی) - به عنوان گوینده
- دوبلور ساکت - (کارگردان: شاهرخ بحرالعلومی) - تولید شده در کانادا و ایران دربارهٔ آرشاک غوکاسیان (دوبلور قدیمی ایران)
- روزی روزگاری سینما - (کارگردانان: شهرام میرآب اقدم و سام ارجمندی - تهیه‌کننده: احسان ظلی‌پور) - بررسی تاریخچه سالنهای سینماهای تهران - به عنوان گوینده
- دوبلهٔ مستند «در برابر علی» (دربارهٔ زندگی و مبارزات اسطوره بوکس سنگین‌وزن جهان محمدعلی کلی) - به اهتمام حامد بهداد و عباس مطمئن‌زاده توسط گروهی از دوبلورهای بنام ایرانی و مدیریت دوبلاژ زهره شکوفنده در فروردین ۱۳۹۲ به انجام رسیده است.
- نورالدین پسر ایران (نیمه انیمیشنی) - به عنوان راوی کتاب - حضور در یک قسمت - پخش از شبکه یک سیما (۱۳۹۲)
- انیمیشن «آخرین داستان» - (کارگردان: اشکان رهگذر) - به عنوان صداپیشهٔ ضحاک (۱۳۹۶)

### مجری طرح
- ۱۳۸۶: فیلم کوتاه فصل خاک (The Season Of Soil) – (کارگردان: شاهرخ بحرالعلومی - نویسنده: بهمن قبادی) - شرکت در بخش مسابقه جشنواره بین‌المللی فیلم کوتاه Cine Fiesta

### عکاسی
- برگزاری نمایشگاهی با موضوع «کادر و اتفاق در سینما» - ۱۳۸۷

## تئاترها
- تئاترهای خیابانی
- معرکه در معرکه - (حسن میرباقری)
- آدم‌های خیس - (بهزاد مرتضوی)
- ۱۳۸۸: سگ سکوت - (آروند دشت‌آرای)
- ۱۳۹۱: درخت بلوط - (وحید رهبانی) - اجرای یک شب[۴۳]
- ۱۳۹۲: داوری بخشِ «بیرون از تئاتر» سومین جشنوارهٔ سراسری تئاتر تک نفره
- ۱۳۹۶: شرق دور شرق نزدیک - (حمیدرضا نعیمی)[۴۴]

## تک‌آهنگ‌ها
| نام ترانه/برنامه                     | سال           | ترانه‌سرا/شاعر       | توضیحات                                                                                                  | منبع |
| ------------------------------------ | ------------- | ------------------- | --- | ---- |
| بارون سینمایی آخر بازی               | ۱۳۷۹          |                     | |      |
| تیتراژ مجموعه تلویزیونی غریبه        | ۱۳۸۲          |                     | |      |
| کلیپ ساقی عطشان                      |               | فرج‌الله نعمتی       | |      |
| هم نوایی در                          | ۱۳۸۵          |                     | تیتراژ مجموعه تلویزیونی آخرین گناه                                                                       |      |
| دارم می‌سوزم (سینمایی مجنون لیلی)     | ۱۳۸۶          |                     | ترانه میانی                                                                                              |      |
| طوطی                                 |               | حافظ                | |      |
| میعادگاه                             | مهر ۱۳۸۹      | علی کمارجی          | تنظیم: بهروز پایگانبا رضا یزدانیآلبوم ساعت ۲۵ شب                                                         |      |
| تاریک تاریکم                         | آذر ۱۳۹۰      | یغما گلرویی         | |      |
| مرا چشمیست خون افشان                 |               | غزل حافظ            | به‌علاوه آهنگسازی تیتراژ فیلم سینمایی بی تابی بیتا                                                        |      |
| مثل یک کابوس                         | ۱۳۹۰          | روزبه بمانی         | تیتراژ مجموعه تلویزیونی مثل یک کابوس                                                                     |      |
| سرو چمان من                          | خرداد ۱۳۹۱    | برگرفته از غزل حافظ | تنظیم: مسعود فیاض با همراهی: علی باغ‌فر و داریوش دانش نیا - تقدیم به علی شکیباییان شاعر و هنرمند خراسانی) |      |
| اگه تو باشی کنارم                    | اردیبهشت ۱۳۹۲ | علی اظهری           | تقدیم به زلزله زدگان بوشهر (به همراه فرخ خلخالیان - موزیک و تنظیم: علی اظهری)                            |      |
| مجنون                                | شهریور ۱۳۹۲   |                     | این آهنگ به سبک خراسانی و قطعه‌ای مربوط به آلبوم لیوا از گروه دارکوب می‌باشد                               |      |
| خوانندگی در                          | ۱۳۹۴          |                     | مجموعه تلویزیونی دندون طلا                                                                               |      |
| دل و دین                             | ۱۳۹۴          |                     | |      |
| خوانندگی در فیلم نیمه شب اتفاق افتاد | ۱۳۹۵          |                     | |      |

## جوایز
| سال  | فیلم                            | رده                                              | جشنواره                                                            | نتیجه    | منبع          |
| ---- | ------------------------------- | ------------------------------------------------ | ------------------------------------------------------------------ | -------- | ------------- |
| ۱۳۷۹ | آخر بازی                        | سیمرغ بلورین بهترین بازیگر نقش اول مرد           | نوزدهمین جشنواره فیلم فجر                                          | نامزدشده |               |
| ۱۳۸۲ | این زن حرف نمی‌زند               | پنجمین بازیگر نقش مکمل مرد سال                   | به انتخاب نویسندگان و منتقدان سینمایی                              |          |               |
| ۱۳۸۳ | بوتیک                           | تندیس زرین بهترین بازیگر نقش مکمل مرد            | هشتمین جشن خانه سینما                                              | نامزدشده |               |
| ۱۳۸۳ | بوتیک                           | دومین بازیگر نقش مکمل مرد سال                    | به انتخاب نویسندگان و منتقدان سینمایی                              | برنده    |               |
| ۱۳۸۵ | مجموعه تلویزیونی سایه آفتاب     | بهترین بازیگر مرد درام                           | نهمین جشن حافظ                                                     | نامزدشده |               |
| ۱۳۸۵ | کافه ستاره                      | تندیس بهترین بازیگر نقش مکمل مرد                 | دهمین جشن خانه سینما                                               | نامزدشده |               |
| ۱۳۸۵ | روز سوم                         | سیمرغ بلورین بهترین بازیگر نقش مکمل مرد          | بیست و پنجمین جشنواره فیلم فجر                                     | نامزدشده | [ ۴۵ ]        |
| ۱۳۸۶ | روز سوم                         | بهترین بازیگر نقش اول مرد                        | یازدهمین جشن خانه سینما                                            | نامزدشده |               |
| ۱۳۸۶ | کافه ستاره                      | تندیس حافظ بهترین بازیگر مرد                     | دهمین جشن دنیای تصویر                                              | نامزدشده |               |
| ۱۳۸۷ | حس پنهان                        | تندیس بهترین بازیگر نقش مکمل مرد                 | دوازدهمین جشن خانه سینما                                           | نامزدشده |               |
| ۱۳۸۷ | دلخون                           | دیپلم افتخار و جایزه بخش ویدئو سینما و نگاه نو   | بیست و هفتمین جشنواره بین‌المللی فیلم فجر                           | برنده    | [ ۴۶ ] [ ۴۷ ] |
| ۱۳۸۸ | کسی از گربه‌های ایرانی خبر نداره | بهترین بازیگر نقش اول مرد                        | جشنواره فیلم ابوظبی                                                | برنده    |               |
| ۱۳۸۸ | هفت دقیقه تا پاییز              | سیمرغ بلورین بهترین بازیگر نقش مکمل مرد          | بیست و هشتمین جشنواره فیلم فجر                                     | نامزدشده |               |
| ۱۳۸۸ | روز سوم                         | تندیس حافظ بهترین بازیگر مرد                     | یازدهمین جشن دنیای تصویر                                           | برنده    | [ ۴۸ ]        |
| ۱۳۸۹ | کیمیا و خاک                     | تندیس بهترین بازیگر نقش مکمل مرد                 | جشن منتقدان و نویسندگان سینمای ایران                               | نامزدشده |               |
| ۱۳۸۹ | هفت دقیقه تا پاییز              | جایزه بهترین بازیگر مرد                          | جشن منتقدان                                                        | نامزدشده |               |
| ۱۳۸۹ | هفت دقیقه تا پاییز              | تندیس بهترین بازیگر نقش اصلی مرد                 | چهاردهمین جشن خانه سینما                                           | نامزدشده | [ ۴۹ ]        |
| ۱۳۸۹ | شبانه روز                       | تندیس بهترین بازیگر نقش مکمل مرد                 | چهاردهمین جشن خانه سینما                                           | نامزدشده |               |
| ۱۳۸۹ | جرم                             | سیمرغ بلورین بهترین بازیگر نقش مکمل مرد          | بیست نهمین جشنواره فیلم فجر                                        | برنده    | [ ۵۰ ] [ ۵۱ ] |
| ۱۳۸۹ |                                 | چهره سال بازیگری جشن یک سالگی مجله رونا          |                                                                    | برنده    |               |
| ۱۳۹۰ | سعادت آباد                      | بهترین بازیگر نقش اول مرد                        | پنجمین جشن منتقدان و نویسندگان سینمای ایران                        | نامزدشده | [ ۵۲ ]        |
| ۱۳۹۰ | هفت دقیقه تا پاییز              | تندیس بهترین بازیگر مرد                          | دوازدهمین جشن حافظ                                                 | نامزدشده |               |
| ۱۳۹۰ | انتهای خیابان هشتم              | تندیس زرین بهترین بازیگر مکمل مرد                | پانزدهمین دوره جشن خانه سینمای ایران                               | نامزدشده | [ ۵۳ ]        |
| ۱۳۹۰ | جرم                             | جایزه بهترین بازیگر مرد                          | نخستین دوره جشن ستارگان مجله اتفاق نو                              | برنده    |               |
| ۱۳۹۲ | آرایش غلیظ                      | سیمرغ بلورین بهترین بازیگر نقش اول مرد           | سی و دومین جشنواره فیلم فجر                                        | نامزدشده | [ ۵۴ ]        |
| ۱۳۹۳ | آرایش غلیظ                      | تندیس بهترین بازیگر نقش اول مرد                  | جشن منتقدان و نویسندگان سینمای ایران                               | نامزدشده |               |
| ۱۳۹۴ | آرایش غلیظ                      | تندیس بهترین بازیگر مرد                          | پانزدهمین جشن حافظ برای فیلم                                       | نامزدشده |               |
| ۱۳۹۴ | آرایش غلیظ                      | تندیس زرین بهترین بازیگر نقش اصلی مرد            | هفدهمین جشن خانه سینما                                             | نامزدشده |               |
| ۱۳۹۴ | خانه دختر                       | تندیس بهترین بازیگر نقش اول مرد                  | جشن منتقدان و نویسندگان سینمای ایران                               | نامزدشده |               |
| ۱۳۹۵ | مجموعه تلویزیونی دندون طلا      | بهترین بازیگر مرد درام                           | شانزدهمین جشن حافظ                                                 | نامزدشده | [ ۵۵ ]        |
| ۱۳۹۵ | سد معبر                         | بهترین بازیگر نقش اول مرد                        | سی و پنجمین جشنواره فیلم فجر از نگاه نویسندگان و منتقدان مجله فیلم | برنده    | [ ۵۶ ]        |
| ۱۳۹۶ | نیمه‌شب اتفاق افتاد              | تندیس بهترین بازیگر نقش اصلی مرد                 | نوزدهمین جشن خانه سینما                                            | نامزدشده |               |
| ۱۳۹۶ | سد معبر                         | جایزه بهترین بازیگر نقش اول مرد                  | جشنواره گلدن گلوبال مالزی                                          | برنده    | [ ۵۷ ]        |
| ۱۳۹۶ | سد معبر                         | تندیس زرین بهترین بازیگر مرد                     | جشنواره بین‌المللی فیلم شهر                                         | نامزدشده |               |
| ۱۳۹۶ | سد معبر                         | تندیس بهترین بازیگر نقش اول مرد                  | جشن منتقدان و نویسندگان سینمای ایران                               | برنده    | [ ۵۸ ]        |
| ۱۳۹۷ | سد معبر                         | جایزه بهترین بازیگر نقش اول مرد                  | بیستمین جشن خانه سینما                                             | برنده    | [ ۵۹ ]        |
| ۱۳۹۷ | سد معبر                         | تندیس بهترین بازیگر مرد                          | هجدهمین جشن حافظ                                                   | نامزدشده |               |
| ۱۳۹۷ | مارموز                          | جایزه بهترین بازیگر مرد                          | چهارمین دوره فستیوال سینه ایران تورنتو                             | برنده    | [ ۶۰ ]        |
| ۱۳۹۷ | خانه دختر                       | تندیس بهترین بازیگر مرد                          | هفتمین جشنواره فیلم‌های ایرانی استرالیا                             | برنده    | [ ۶۱ ]        |
| ۱۳۹۷ | قصر شیرین                       | سیمرغ بلورین بهترین بازیگر نقش اول مرد           | سی و هفتمین جشنواره فیلم فجر                                       | نامزدشده | [ ۶۲ ]        |
| ۱۳۹۷ | قصر شیرین                       | بهترین بازیگر نقش اول مرد                        | سی و هفتمین جشنواره فیلم فجر از نگاه نویسندگان و منتقدان مجله فیلم | برنده    | [ ۶۳ ]        |
| ۱۳۹۸ | قصر شیرین                       | جایزه بهترین بازیگر مرد                          | جشنواره فیلم‌های ایرانی تورنتو                                      | برنده    | [ ۶۴ ]        |
| ۱۳۹۸ | قصر شیرین                       | جایزه پرتقال‌طلایی بهترین بازیگر مرد بخش بین‌الملل | پنجاه و ششمین فستیوال فیلم آنتالیا                                 | برنده    | [ ۶۵ ] [ ۶۶ ] |
| ۱۳۹۸ | قصر شیرین                       | جایزه بهترین بازیگر مرد                          | بیست‌ودومین جشنواره بین‌المللی فیلم شانگهای                          | برنده    | [ ۶۷ ] [ ۶۸ ] |
| ۱۳۹۸ | قصر شیرین                       | برنده تندیس بهترین بازیگر مرد                    | جشن انجمن منتقدان و نویسندگان سینمای ایران برای فیلم               | برنده    | [ ۶۹ ]        |